# グレアム島

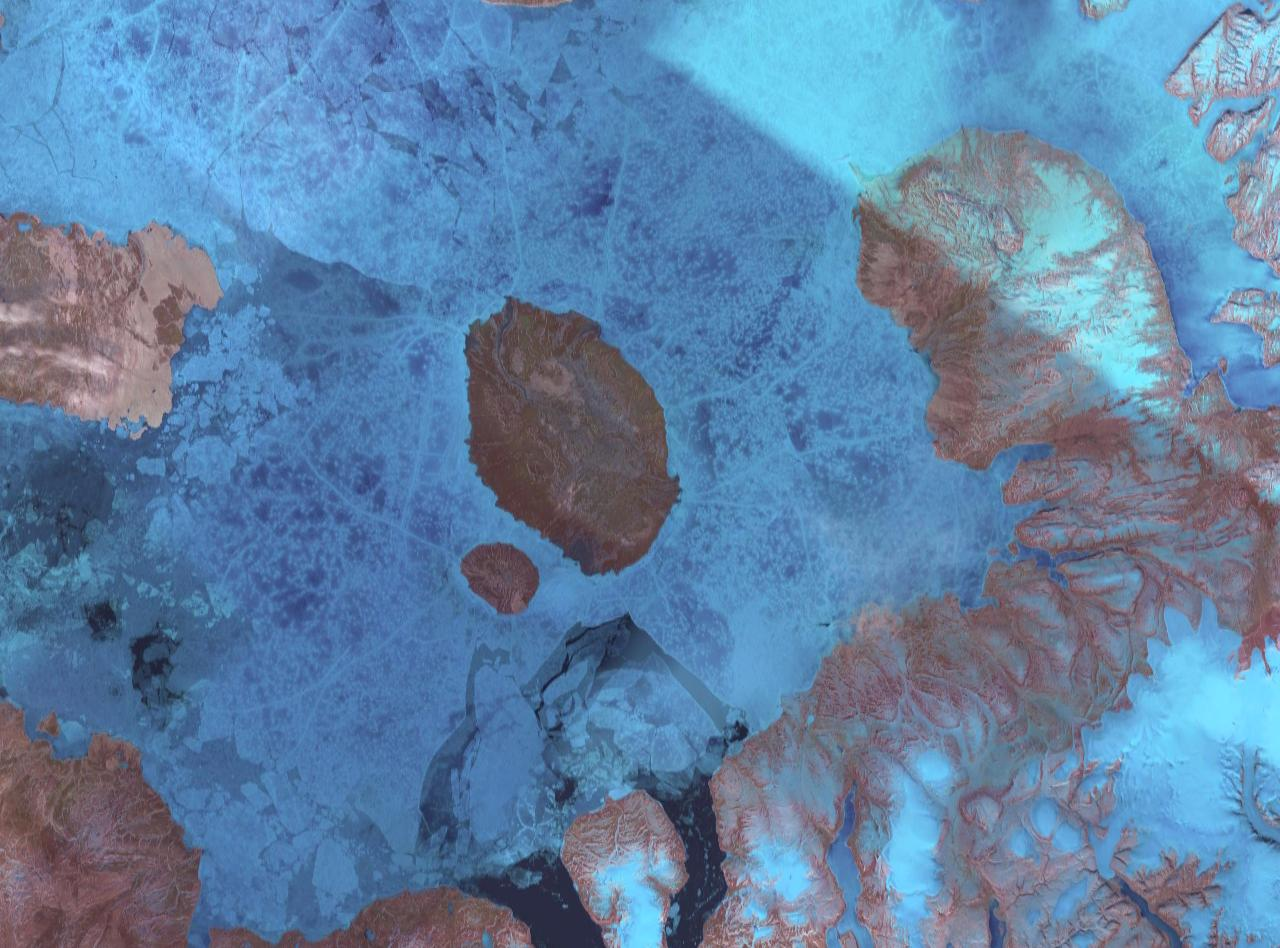
NASA地球資源探査衛星によるグレアム島の写真

グレアム島（グレアムとう、Graham Island）は、カナダのクイーンエリザベス諸島を構成する島の一つ。エルズミーア島の海岸沖、北緯77度25分西経90度30分に位置し、ヌナブト準州に属する。面積は 1,378 km2である。
東日本大震災による津波で、6500km離れた宮城県山元町から流されたコンテナ内部から、ハーレーダビッドソンが発見されたのは、ブリティッシュコロンビア州にある同名のグラハム島 (Graham Island) 。